# Hoplolatilus
Hoplolatilus là một chi cá biển trong họ Malacanthidae gồm các loài cá bản địa phân bố ở Ấn Độ Dương cho đến vùng biển phía Tây của Thái Bình Dương

## Các loài
Hiện hành có 13 loài được ghi nhận trong chi cá này:
- Hoplolatilus chlupatyi Klausewitz, McCosker, J. E. Randall & Zetzsche, 1978
- Hoplolatilus cuniculus J. E. Randall & Dooley, 1974
- Hoplolatilus erdmanni G. R. Allen, 2007
- Hoplolatilus fourmanoiri J. L. B. Smith, 1964
- Hoplolatilus fronticinctus (Günther, 1887)
- Hoplolatilus geo H. Fricke & Kacher, 1982
- Hoplolatilus luteus G. R. Allen & Kuiter, 1989
- Hoplolatilus marcosi W. E. Burgess, 1978
- Hoplolatilus oreni (E. Clark & Ben-Tuvia, 1973)
- Hoplolatilus pohle Earle & Pyle, 1997
- Hoplolatilus purpureus W. E. Burgess, 1978
- Hoplolatilus randalli G. R. Allen, Erdmann & A. M. Hamilton, 2010 (Randall's tilefish)
- Hoplolatilus starcki J. E. Randall & Dooley, 1974